# Guoyu (Buch)
Gúoyǔ (chinesisch 國語 / 国语 – „Gespräche über die Staaten“) ist ein klassisches Buch der Geschichte Chinas, welches verschiedene Aufzeichnungen der Zhou-Dynastie vom 5. Jahrhundert bis 453 v. Chr. enthält. Der Autor ist unbekannt. Oft wird vermutet, dass es Zuo Qiuming, ein Schüler von Konfuzius, war. Guoyu wurde vermutlich in der Zeit von Anfang des 5. bis Ende des 4. Jahrhunderts v. Chr. zusammengestellt. Das erste Kapitel ist das Gespräch über Zhou.

## Inhalt
| #  | Chinesisch           | Übersetzung         |
| -- | -------------------- | ------------------- |
| 1. | 周語 / 周语, Zhōuyǔ  | Gespräch über Zhou  |
| 2. | 魯語 / 鲁语, Lǔyǔ    | Gespräch über Lu    |
| 3. | 齊語 / 齐语, Qíyǔ    | Gespräch über Qi    |
| 4. | 晉語 / 晋语, Jìnyǔ   | Gespräch über Jin   |
| 5. | 鄭語 / 郑语, Zhèngyǔ | Gespräch über Zheng |
| 6. | 楚語 / 楚语, Chǔyǔ   | Gespräch über Chu   |
| 7. | 吳語 / 吴语, Wúyǔ    | Gespräch über Wu    |